# Rhizostoma octopus
Rhizostoma octopusは、リゾストマ属に属するクラゲの一種。

## 概要
最大90センチメートル。大西洋北東部に分布する。
海遊館は2008年にベルリン水族館から本種のポリプを譲り受けて育成を試みていたが、2021年に展示可能サイズまで育成することに成功し、展示が行われた。